# Heterusia pacifica
Heterusia pacifica är en fjärilsart som beskrevs av Thierry-mieg 1904. Heterusia pacifica ingår i släktet Heterusia och familjen mätare. Inga underarter finns listade i Catalogue of Life.